# Urs Viktor Vigier
Urs Viktor Vigier, auch Urs Viktor Vigier von Steinbrugg (* 4. Juni 1814 in Solothurn; † 15. August 1879 ebenda), war ein Schweizer Jurist und freisinniger Politiker.

## Leben

### Familie

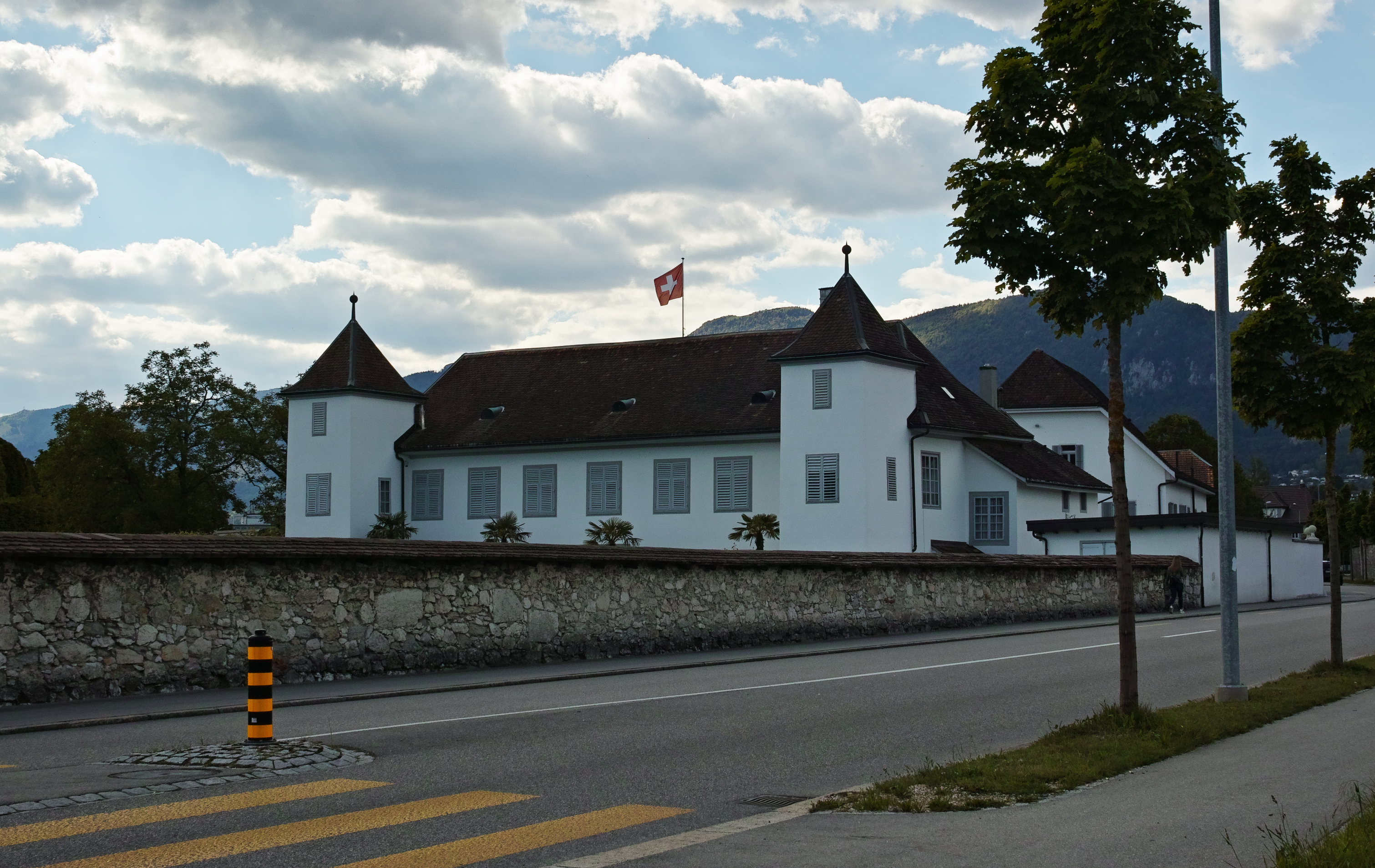
Sommerhaus Vigier

Urs Viktor Vigier entstammte dem  Solothurner Patriziergeschlecht Vigier und war der Sohn des Appellationsrichters Franz Josef Urs Viktor von Vigier (* 30. August 1788 in Solothurn; † 20. Dezember 1845), Mitglied des Kleinen Rats, und dessen Ehefrau Anna Maria Josefa Ludovica (* 7. Juni 1789 in Solothurn; † 15. September 1854), die Tochter von Franz Serphinus Gibelin (1768–1798). Er hatte acht Geschwister, darunter der Politiker Joseph Wilhelm Viktor Vigier.
Seit dem 20. November 1837 war er mit Susanna (* 11. Mai 1813 in Solothurn; † 5. August 1858), der Tochter von Urs Glutz von Blotzheim (1780–1858), Mitglied des Kleinen Rats, verheiratet. Gemeinsam hatten sie drei Kinder:
- Wilhelm Vigier, Politiker;
- Robert Vigier (* 29. Juni 1842 Solothurn; † 6. Mai 1884 ebenda)[4], gründete 1871 mit der Portland-Cementfabrik (heute Vigier Cement[5]) das erste Zementwerk der Schweiz;
- Karl Vigier (* 9. August 1847 in Solothurn; † 1910), Bankier; dessen Tochter Martha war mit dem Juristen und Politiker Max Studer verheiratet.

Sein Schwager war der Kaufmann und Politiker Franz Tugginer (1818–1884).
Nach dem Tod seines Vaters erbte Vigier unter anderem das Sommerhaus der Familie in Solothurn.

### Werdegang und politisches Wirken
Vigier besuchte das Gymnasium (heute Kantonsschule Solothurn) in Solothurn und immatrikulierte sich zu einem Studium der Rechtswissenschaften an der Universität München, das er später an der Universität Jena und der Universität Paris fortsetzte; seit 1837 war er Fürsprech.
Er war ab 1845 Solothurner Kantonsrat und übte in dieser Zeit 1856, 1858 und 1860 das Amt des Präsidenten aus. In der Zeit von 1846 bis 1853 war er auch als Schulinspektor tätig.
Von 1846 bis 1856 war er als freisinniger Regierungsrat der Vorsteher des Gemeinde-, Militär-, Justiz- und Sanitätsdepartements.
Er wurde 1856 zum Präsidenten des Amtsgerichts Solothurn ernannt und war darauf von 1876 bis zu seinem Tod Oberrichter.
Vigier betätigte sich auch schriftstellerisch und war der Verfasser populärer Geschichtsdarstellungen.

### Mitgliedschaften
Urs Viktor Vigier war Mitglied des Historischen Vereins des Kanton Solothurn.

## Schriften (Auswahl)
- Geschichte des Kantons Solothurn. Solothurn, 1878 (Digitalisat).